# Roetgen
Roetgen là một đô thị ở district of Aachen, trong Nordrhein-Westfalen, Đức.
Roetgen có cự ly khoảng 15 km về phía đông nam của Aachen, gần biên giới với Bỉ. 
Roetgen có 3 phường: 
- Roetgen
- Rott
- Mulartshütte